# Amphoe Lam Sonthi
Amphoe Lam Sonthi (Thai: อำเภอ ลำสนธิ) ist ein Landkreis (Amphoe – Verwaltungs-Distrikt) im Osten der Provinz Lop Buri. Die Provinz Lop Buri liegt in der Zentralregion von Thailand.

## Geographie
Der Name Lam Sonthi stammt vom Maenam Sonthi (Sonthi-Fluss), der im Wildschutzgebiet Sap Langka entspringt, dem letzten zusammenhängenden Waldgebiet von Lop Buri. Das Wildschutzgebiet liegt im Tambon Kud Ta Phet im äußersten Norden des Kreises.
Benachbarte Amphoe sind vom Norden her gesehen: die Amphoe Si Thep und Wichian Buri der Provinz Phetchabun, die Amphoe Thep Sathit der Provinz Chaiyaphum, die Amphoe Thepharak, Dan Khun Thot und Sikhio der Provinz Nakhon Ratchasima, die Amphoe Muak Lek der Provinz Saraburi sowie die Amphoe Tha Luang und Amphoe Chai Badan von Lop Buri.
Der Osten des Landkreises wird von der Phang-Hoei-Gebirgskette gebildet, während die Grenze im Nordwesten über die Luak-Gebirgskette verläuft. Beide Bergketten sind Teil des Phetchabun-Gebirges.

## Geschichte
Lam Sonthi wurde am 1. April 1989 zunächst als „Zweigkreis“ (King Amphoe) eingerichtet, indem fünf Tambon vom Amphoe Chai Badan abgespalten wurden.
Am 5. Dezember 1996 bekam Lam Sonthi den vollen Amphoe-Status.
Der sechste Tambon Khao Noi wurde 1994 eingerichtet.

## Verwaltung

### Provinzverwaltung
Der Landkreis Lam Sonthi ist in sechs Tambon („Unterbezirke“ oder „Gemeinden“) eingeteilt, die sich weiter in 49 Muban („Dörfer“) unterteilen.
| Nr. | Name        | Thai     | Muban | Einw. |
| --- | ----------- | -------- | ----- | ----- |
| 1.  | Lam Sonthi  | ลำสนธิ    | 06    | 3.456 |
| 2.  | Sap Sombun  | ซับสมบูรณ์  | 07    | 3.483 |
| 3.  | Nong Ri     | หนองรี    | 13    | 7.664 |
| 4.  | Kut Ta Phet | กุดตาเพชร | 12    | 6.373 |
| 5.  | Khao Ruak   | เขารวก   | 06    | 2.494 |
| 6.  | Khao Noi    | เขาน้อย   | 05    | 3.281 |

### Lokalverwaltung
Im Landkreis gibt es sechs „Tambon-Verwaltungsorganisationen“ (องค์การบริหารส่วนตำบล – Tambon Administrative Organizations, TAO)
- Lam Sonthi (Thai: องค์การบริหารส่วนตำบลลำสนธิ) bestehend aus dem kompletten Tambon Lam Sonthi.
- Sap Sombun (Thai: องค์การบริหารส่วนตำบลซับสมบูรณ์) bestehend aus dem kompletten Tambon Sap Sombun.
- Nong Ri (Thai: องค์การบริหารส่วนตำบลหนองรี) bestehend aus dem kompletten Tambon Nong Ri.
- Kut Ta Phet (Thai: องค์การบริหารส่วนตำบลกุดตาเพชร) bestehend aus dem kompletten Tambon Kut Ta Phet.
- Khao Ruak (Thai: องค์การบริหารส่วนตำบลเขารวก) bestehend aus dem kompletten Tambon Khao Ruak.
- Khao Noi (Thai: องค์การบริหารส่วนตำบลเขาน้อย) bestehend aus dem kompletten Tambon Khao Noi.